# David Millar
David Millar (ur. 4 stycznia 1977 w Valletta na Malcie) – szkocki kolarz szosowy i torowy, dwukrotny medalista szosowych mistrzostw świata, zawodnik profesjonalnej grupy Garmin-Sharp.

## Kariera
Millar, syn brytyjskiego dyplomaty, wzrastał w Hongkongu. Nie jest spokrewniony z innym szkockim kolarzem o tym samym nazwisku, Robertem Millarem. W 1997 został zawodowcem wstępując w szeregi teamu Cofidis, gdzie należał do czasu afery dopingowej z lata 2004. Zawieszono go wtedy do 23 czerwca 2006. Swój powrót do ścigania świętował podczas Tour de France 2006 w gronie kolarzy z grupy Saunier Duval-Prodir. Z końcem 2007 przeszedł do amerykańskiej drużyny Team Slipstream (jest jej współwłaścicielem), mającej ambicje dostania się do ProTour w roku 2009.
Należy do specjalistów od jazdy na czas. Podczas Tour de France 2000 wygrał prolog (który z powodu swojej długości – 16,5 km – był rozgrywany jako pierwszy etap) i przez trzy kolejne dni nosił żółtą koszulkę. W kolejnych latach również wygrywał etapy w Tourze (jeden w 2002 i jeden w 2003) oraz w Vuelta a España (2001 i jeden w 2003). Swój pierwszy triumf po aferze dopingowej świętował podczas czasówki na Vuelta a España 2006.
Najlepszym sezonem był dla niego rok 2003: na jubileuszowym Tour de France 2003 z powodu problemów technicznych zaprzepaścił zwycięstwo na prologu rozgrywanym pod paryską Wieżą Eiffla, jednak jesienią zdobył złoto na mistrzostwach świata w Hamilton. Na rozgrywanych dwa lata wcześniej mistrzostwach świata w Lizbonie był drugi za Janem Ullrichem.
Latem 2004 roku przyznał się jednak do stosowania EPO, przez co stracił tytuł mistrzowski na rzecz Australijczyka Michaela Rogersa. Millar należy więc, obok Richarda Virenque'a, Alexa Zülle i kilku innych, do grona słynnych kolarzy przyłapanych na dopingu. W konsekwencji został zdyskwalifikowany na dwa lata.
Do kolarstwa powrócił w 2006 roku. Na początku marca 2007 wygrał prolog Paryż-Nicea.
Podczas mistrzostw świata w Geelong w 2010 roku zdobył kolejne srebro w jeździe indywidualnej na czas. Przegrał tylko z Fabianem Cancellarą ze Szwajcarii.
Ponadto w 2000 roku wystartował w indywidualnej jeździe na czas na igrzyskach olimpijskich w Sydney, zajmując 16. miejsce. Wystąpił także na igrzyskach w Londynie w 2012 roku, gdzie w wyścigu ze startu wspólnego zajął 108. pozycję.

## Najważniejsze osiągnięcia
- 1997
  - 1. miejsce na prologu Tour de l’Avenir
- 1998
  - 1. miejsce na 1a. i 6. etapie Tour de l’Avenir
  - 1. miejsce na 3. etapie Driedaagse van De Panne-Koksijde
- 1999
  - 1. miejsce w Manx Trophy
  - 2. miejsce w Critérium International
  - 2. miejsce w mistrzostwach Wielkiej Brytanii (jazda ind. na czas)
- 2000
  - 1. miejsce na 1. etapie Tour de France
    - lider przez trzy etapy

  - 1. miejsce na 1. etapie Route du Sud
- 2001
  - 1. miejsce na 1. i 6. etapie Vuelta a España
  - 1. miejsce w Post Danmark Rundt
    - 1. miejsce na 4. etapie

  - 1. miejsce w Circuit de la Sarthe
    - 1. miejsce na 3. i 4. etapie

  -  2. miejsce w mistrzostwach świata (jazda ind. na czas)
  - 2. miejsce w Paris–Camembert
- 2002
  - 1. miejsce na 13. etapie Tour de France
  - 2. miejsce w Clásica Internacional de Alcobendas
- 2003
  - 1. miejsce na 19. etapie Tour de France
  - 1. miejsce w Tour de Picardie
  - 1. miejsce na 17. etapie Vuelta a España
  - 1. miejsce na prologu Driedaagse van West-Vlaanderen
  - 3. miejsce w Critérium du Dauphiné
- 2006
  -  1. miejsce w mistrzostwach Wielkiej Brytanii (wyścig ind. na dochodzenie)
  - 1. miejsce na 14. etapie Vuelta a España
- 2007
  -  1. miejsce w mistrzostwach Wielkiej Brytanii (start wspólny)
  -  1. miejsce w mistrzostwach Wielkiej Brytanii (jazda ind. na czas)
  - 1. miejsce na prologu Paryż-Nicea
  - 2. miejsce w Eneco Tour
- 2008
  - 1. miejsce na 1. etapie Giro d’Italia
  - 2. miejsce w Tour of California
- 2009
  - 1. miejsce na 20. etapie Vuelta a España
- 2010
  - 1. miejsce w Driedaagse van De Panne-Koksijde
    - 1. miejsce na 3. etapie

  - 1. miejsce w Chrono des Nations
  -  2. miejsce w mistrzostwach świata (jazda ind. na czas)
  - 1. miejsce w Commonwealth Games (jazda ind. na czas)
  - 1. miejsce na 3. etapie Critérium International
- 2011
  - 1. miejsce na 21. etapie Giro d’Italia
  - 2. miejsce w Tour of Beijing
  - 3. miejsce w Eneco Tour
- 2012
  - 1. miejsce na 12. etapie Tour de France
- 2013
  - 3. miejsce w mistrzostwach Wielkiej Brytanii (start wspólny)